# 藤原貞則
藤原 貞則（ふじわら の さだのり）は、平安時代前期の貴族。藤原北家真夏、民部少輔・藤原濱雄の次男。官位は従五位下・丹波守。

## 経歴
民部大丞を経て、貞観19年（877年）陽成天皇の即位に伴って従五位下に叙爵する。その後時期は不明ながら丹波守を務めたという。

## 官歴
『日本三代実録』による。
- 時期不詳：正六位上。民部大丞
- 貞観19年（877年） 正月3日：従五位下
- 時期不詳：丹波守[1]